# آکساکوو (شهرستان یرمکیفسکی، باشقیرستان)
آکساکوو (انگلیسی: Aksakovo, Yermekeyevsky District, Republic of Bashkortostan) یک شهرک در شهرستان یرمکیفسکی استان باشقیرستان کشور روسیه است.